# Переднеазиатская мабуя
Переднеазиатская мабуя (лат. Heremites septemtaeniatus) — вид ящериц из подсемейства Mabuyinae семейства сцинковых. До начала 2000-х годов большинством исследователей рассматривалась в качестве подвида золотистой мабуи (Heremites auratus).
В целом переднеазиатская мабуя широко распространена в Юго-Западной Азии: в южном Иране, на равнинах Ирака, в Сирии, Турции, Армении, Азербайджане, Туркмении, на северо-востоке Саудовской Аравии, в Катаре, Бахрейне, на севере Омана, в ОАЭ, на севере Пакистана, северо-западе и северо-востоке Афганистана. Однако во многих местах он известен по единственным находкам, в связи с чем считается, что там он, вероятно, был интродуцирован. Достоверно установлено, что переднеазиатская мабуя распространена от Анатолии (на запад до, по крайней мере, Биреджика) через Ближний Восток до, по крайней мере, юга Туркмении и на юг до долины Евфрата в Сирии, возможно, Кувейта, и вдоль северной части Аравийского полуострова (северная Саудовская Аравия, Бахрейн и Катар). Указания о находке вида в Омане и Объединённых Арабских Эмиратах, по-видимому, относятся к виду Trachylepis tessellata. Существует единственная находка восточнее, в восточном Афганистане; это может быть интродукция, хотя в 2016 году было сообщение о второй находке в этой стране, в Дар-э-Нуре. Возможно, что обе представляют собой случайные интродукции, или что в одном или обоих случаях были обнаружены разные виды. Возможно, вид был интродуцирован в район Маската в Омане. Некоторые авторы указывают, что его присутствие в Узбекистане неопределенно. Зарегистрирована единственная находка этого вида на северо-восточном побережье Африки, в Эритрее, в связи с чем считается, что там он, скорее всего, был интродуцирован. По крайней мере, в горных районах Средней Азии переднеазиатская мабуя встречается на высоте до 1300 м над уровнем моря.

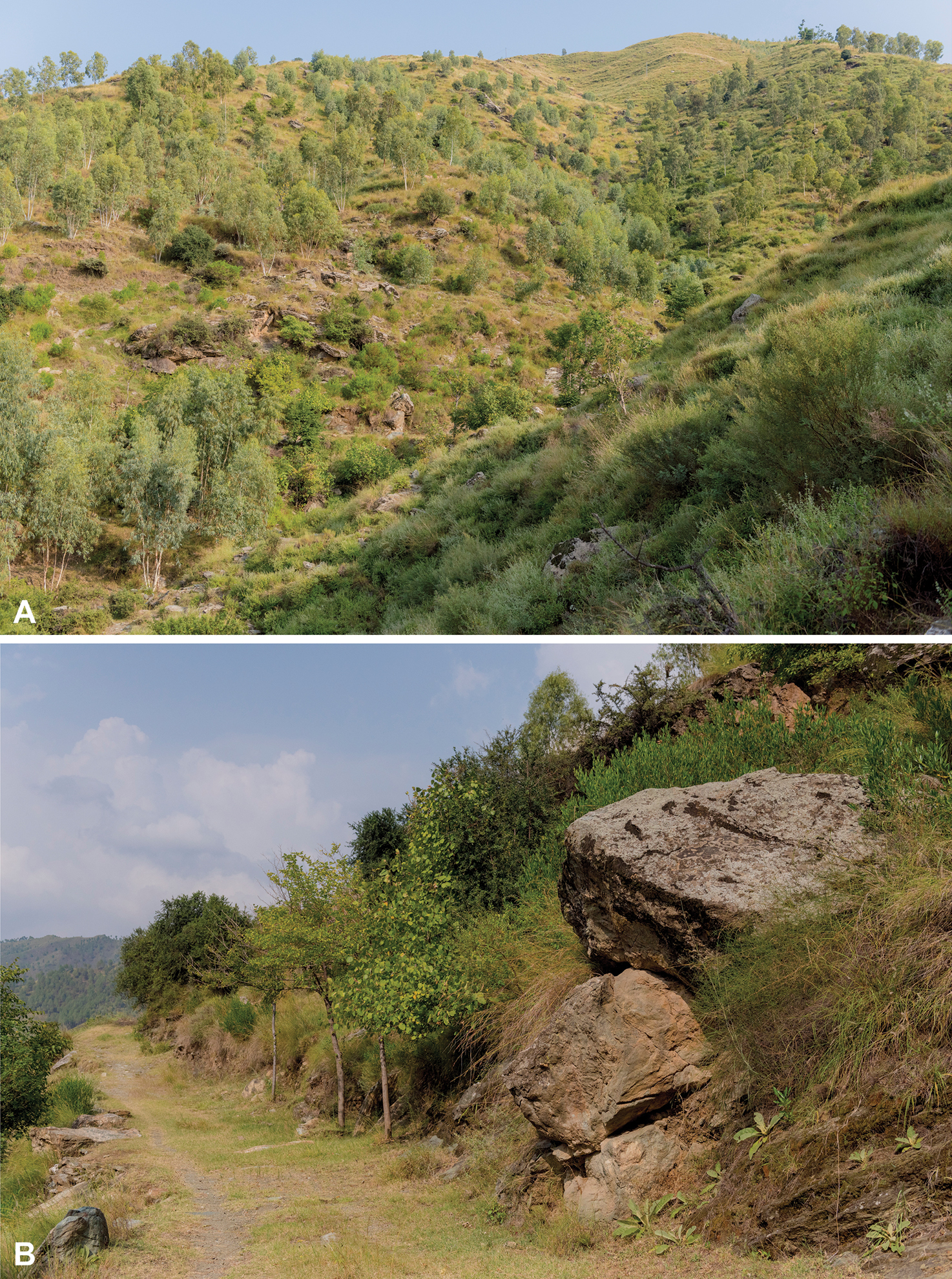
Места обитания переднеазиатской мабуи (северо-запад Пакистана)

Переднеазиатская мабуя обитает по берегам рек и во влажных районах, густо покрытых растительностью, в горных районах встречается также среди камней и скал в сухих руслах рек. В низинных районах встречается в речных долинах и вокруг крупных водоемов, а также вдоль берегов ирригационных каналов. Она также может быть найдена среди заброшенных или разрушенных зданий, а также на кладбищах. Рацион питания включает жуков, прямокрылых, тараканов, пауков, скорпионов и многоножек. Яйцеживородящий вид, самка рождает 5—7 детенышей, в Туркмении — 3—8.
Горловых и вентральных чешуек 60—62, третья надглазничная чешуйка соединена с лобным щитком, без полной темной широкой полосы с белыми пятнами на боку.
Переднеазиатская мабуя как исчезающий вид занесена в Красную книгу Армении (1987). В Туркмении охраняется в Копетдагском и Сюнт-Хасардагском заповедниках. Встречается в заповеднике дикой природы Эль-Джубайль (Al Jubail Wildlife Sanctuary) в Саудовской Аравии, и на трех охраняемых территориях в Туркмении. Вероятно, что он встречается на охраняемых территориях более широко по всему ареалу.
В настоящее время переднеазиатскую мабую относят к роду Heremites, она является одним из трех видов этого рода. Ранее долгое время её относили к роду Mabuya, затем к Trachylepis. В целом таксономия рода Heremites ещё окончательно не определена. Форму transcaucasicus (transcaucasica) из Закавказья (Армении, юга Азербайджана и Ирана), описанную в 1926 году советским герпетологом Черновым, одни исследователи считают подвидом переднеазиатской мабуи — Heremites septemtaeniatus transcaucasicus, в то время как другие подвидом золотистой — Heremites auratus transcaucasicus. В связи с этим необходимы дальнейшие исследования ящериц этого рода для дифференциации этого вида от близкого Heremites auratus — золотистой мабуи, и разграничения их ареалов, для чего в том числе должны быть пересмотрены и отсортированы имеющиеся музейные образцы.